# Altishofen
Altishofen (gsw. Autishofe) – miejscowość i gmina w środkowej Szwajcarii, w kantonie Lucerna, w okręgu Willisau. 1 stycznia 2020 do gminy przyłączono gminę Ebersecken.

## Demografia
W Altishofen mieszka 2006 osób. W 2021 roku 16,3% populacji gminy stanowiły osoby urodzone poza Szwajcarią. 

## Transport
Przez teren gminy przebiega droga główna nr 2a. 